# PalaBarbuto
Il Fruit Village Arena PalaBarbuto è un impianto sportivo coperto della città di Napoli. È intitolato a Lello Barbuto, storica figura del giornalismo sportivo napoletano. Ospita gli incontri interni del Napoli Basket, che è gestore dell'impianto.         

## Storia

### Inaugurazione e modifiche successive
Il palazzetto fu realizzato e inaugurato nel 2003, con una capienza di 4 000 posti, per ospitare le partite del Basket Napoli, a causa del decadimento strutturale del Mario Argento, situato sul lato opposto di viale Giochi del Mediterraneo. Nel settembre 2006, la capienza fu aumentata di 1 500 posti e furono migliorate le strutture di ospitalità, anche se solo con elementi provvisori, per permettere all'impianto di rispettare gli standard previsti dalla FIBA per ospitare le partite di Eurolega. 
Nel 2023 grazie all’autorizzazione ricevuta da parte del Comune di Napoli, alla concessione dei “Naming Rights”, è stato infatti siglato un accordo di sponsorizzazione tra la S.S. Napoli Basket e Fruit Village che consentirà al palazzetto dello sport di Fuorigrotta di avere un nuovo nome Fruit Village Arena PalaBarbuto.

### Ilrestylingper le Universiadi del 2019
Nel 2019, in vista della XXX Universiade, l'impianto è stato interessato da una profonda opera di restyling: il parquet è stato sostituito, così come l'impianto di illuminazione, ristrutturati spogliatoi e servizi. Sono state rafforzate le misure di sicurezza ed effettuati gli interventi necessari per rendere nuovamente agibile la tribuna superiore, portando la capienza del palazzetto a 3890 posti. In ossequio alle prescrizioni della FISU sono stati installati due maxischermi a ledwall, noleggiati appositamente per la manifestazione e rimossi al termine della stessa. Due nuovi ledwall, similari a quelli impiegati per le Universiadi, sono stati installati nel settembre successivo, in sostituzione del vecchio tabellone luminoso.

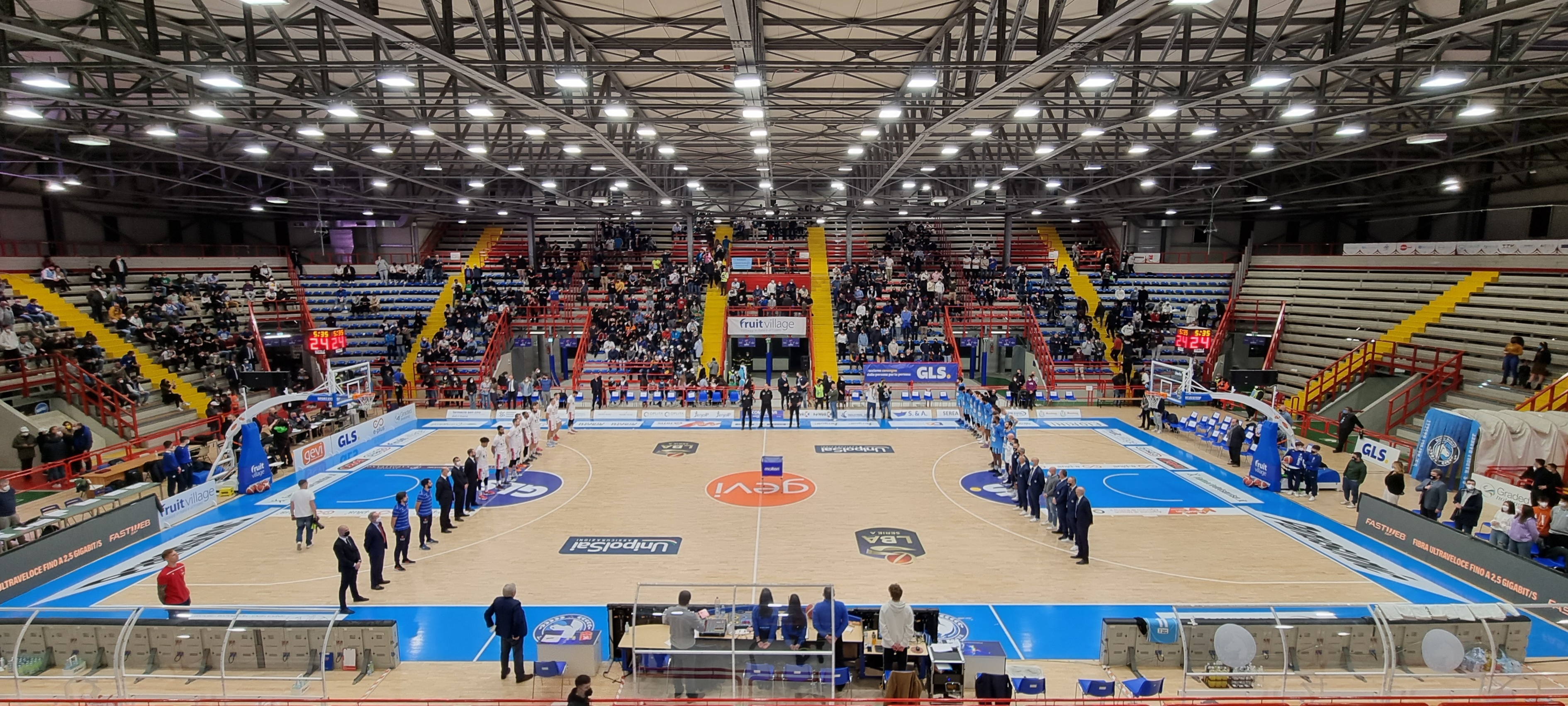
Vista interna del palazzetto in occasione di una partita del Napoli Basket
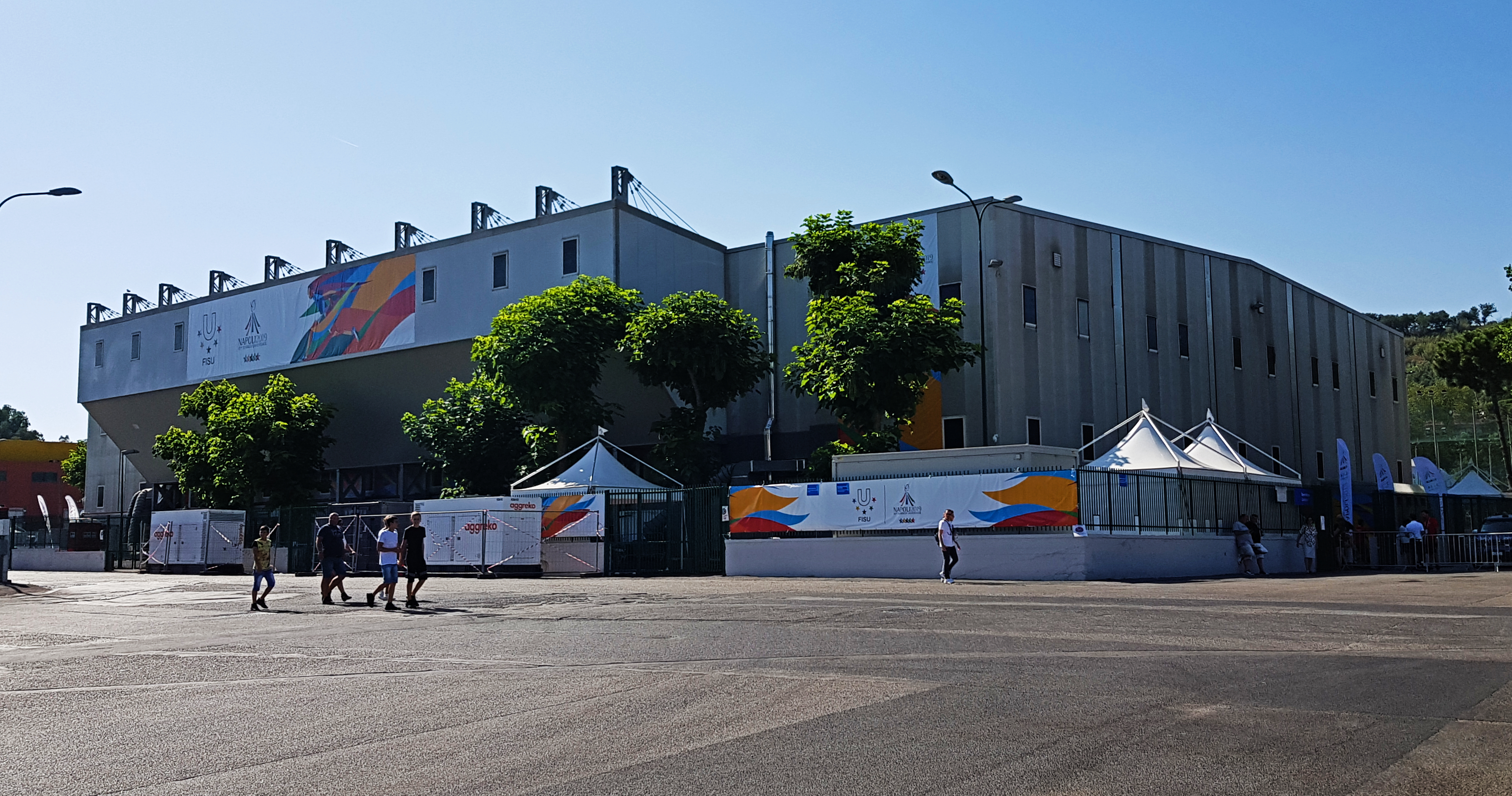
Vista esterna del palazzetto in occasione delle Universiadi 2019

## Eventi ospitati
- 2003-2008 Campionato nazionale di Serie A di basket maschile;
- 2006-2010 Campionato nazionale di Serie A1 di basket femminile;
- 2006-2007 Eurolega;
- 2004-2005 Coppa ULEB;
- 2005-2006 Eurolega Femminile;
- 2-3 aprile 2005 - Finali della Eurocoppa di pallacanestro femminile;
- 2006 - Tour degli Harlem Globetrotters;
- 12 aprile 2007 - Gara amichevole di pallacanestro femminile tra la Phard Napoli e la Nazionale USA;
- 16 maggio 2007 - Conquista dello scudetto di pallacanestro femminile da parte della Phard Napoli;
- 29 giugno 2007 - Gara di pallavolo maschile Italia-USA per la World league;
- 2-4 dicembre 2010 - Campionati Italiani di boxe;
- 14 dicembre 2010 - Gara amichevole di Calcio a 5 Italia-Spagna;
- 2013-2014 - Primo Campionato Nazionale Dilettanti Gold;
- 2017 - Vesuvio Cup, trofeo amichevole internazionale di pallavolo;
- 2019 - Gare di pallacanestro maschile e femminile della XXX Universiade;
- 2020 - Gara di pallacanestro maschile Italia - Russia, valevole per le qualificazioni a EuroBasket 2022;
- 2022 - Gare di pallacanestro femminile, valevoli per le qualificazioni a  EuroBasket Women 2023.
- 2023 - Final Eight LBA Next Gen Cup.